# 娄宿增十三
娄宿增十三，即白羊座θ （θ Ari），是一颗位于白羊座的恒星，距离地球约387光年。
娄宿增十三是一颗A-型主序星，视星等为+5.58。